# Mayfield (Kentucky)
Mayfield es una ciudad ubicada en el condado de Graves en el estado estadounidense de Kentucky. En el Censo de 2010 tenía una población de 10.024 habitantes y una densidad poblacional de 559,29 personas por km².
La ciudad fue gravemente afectada por la ola de tornados que azotó el centro de Estados Unidos entre el 10 y el 11 de diciembre de 2021, con varias decenas de muertes.

## Geografía
Según la Oficina del Censo de los Estados Unidos, Mayfield tiene una superficie total de 17,92 km², de la cual 17,84 km² corresponden a tierra firme y (0,43%) 0,08 km² es agua.

## Demografía
Según el censo de 2010, había 10024 personas residiendo en Mayfield. La densidad de población era de 559,29 hab./km². De los 10024 habitantes, Mayfield estaba compuesto por el 75,9% blancos, el 12,82% eran afroamericanos, el 0,21% eran amerindios, el 0,44% eran asiáticos, el 0,15% eran isleños del Pacífico, el 7,22% eran de otras razas y el 3,26% pertenecían a dos o más razas. Del total de la población el 14,39% eran hispanos o latinos de cualquier raza.